# Perth (Skotland)
 Denne artikel omhandler byen Perth (Skotland). Der er også andre byer med dette navn, se Perth (Australien).
Perth er en skotsk by, beliggende ved floden Tay, med ca. 45.000 indbyggere. Perth er det administrative centrum for det skotske council area Perth og Kinross.
Perth (skotsk gælisk: Peairt) er en centralt beliggende by i Skotland, ved bredden af floden Tay. Den er administrativt centrum for Perth and Kinross coincil area og den historiske county town i Perthshire. Den havde en befolkning på omkring 47.350 i 2020.
Der har været bebyggelse i Perth siden forhistorisk tid. Byen ligger på en naturlig forhøjning over flodsletten ved Tay. Området omkring den moderne by har været beboet siden ankomsten af ældre stenalder jægere og samlere. Nærliggende stencirkler og stensætninger fra [[[yngre stenalder]] dateres til omkring 4000 f.v.t., en periode der fulgte efter landbrugets indførelse i området. Tæt på Perth ligger Scone Abbey, som tidligere husede Stone of Scone (også kaldet Skæbnestenen), som de skotske konger traditionelt blev kronet på. Dette styrkede byens tidlige betydning, og Perth blev kendt som Skotlands “hovedstad”, fordi det kongelige hof ofte havde ophold dér. Kongelig burgh-status blev tildelt byen af kong William 1. af Skotland i begyndelsen af 1100-tallet. Byen blev en af de rigeste burghs i landet og handlede med Frankrig, Nederlandene og de baltiske lande, og importerede varer såsom spansk silke og fransk vin.
Den skotske reformation havde stor betydning for byen: klostrene for gråbrødrene og sortebrødrene, to af Perths fire klosterinstitutioner på tidspunktet for reformationen, blev plyndret efter en prædiken af John Knox i St John's Kirk i 1559. Act of Settlement 1701 førte til jakobitternes oprør. Byen blev besat af jakobitterne tilhængere tre gange: i 1689, 1715 og 1745. Grundlæggelsen af Perth Academy i 1760 medvirkede til at tiltrække store industrier til byen, herunder produktion af lærred, læder, blegemidler og whisky. Perths placering var fordelagtig som knudepunkt for transport, og byens første jernbanestation blev bygget i 1848.
Perth har været kendt som "The Fair City" siden udgivelsen af romanen Fair Maid of Perth af den skotske forfatter Sir Walter Scott i 1828. I senmiddelalderen blev byen også kaldt St John's Toun eller Saint Johnstoun af dens indbyggere — en reference til byens hovedkirke, som var viet til Johannes Døberen. Dette navn lever videre i byens fodboldklub, St Johnstone F.C.. Byen omtaler sig også ofte med det promoverende slogan “Porten til højlandet”, som henviser til dens geografiske placering.
I dag fungerer Perth som handelscentrum for det omkringliggende område, og i 2018 blev byen kåret som “Skotlands madby 2018” af Scottish Food Awards. Efter det lokale whiskyerhvervs tilbagegang diversificerede byen sin økonomi og byggede videre på sin langvarige tilstedeværelse i forsikringsbranchen for at styrke sin position inden for bankvæsenet.
Byen rummer kunstmuseet Perth Art Gallery, Perth Museum, Perth Theatre, den historiske bygning Fair Maid's House og kirken St John's Kirk fra 1400-tallet.